# بيرتا بوباث
بيرتا بوباث (بالألمانية: Berta Bobath)‏، عضو في الإمبراطورية البريطانية، (مواليد 5 كانون الأول/ ديسمبر 1907، وتوفيت في 20 كانون الثاني/ يناير 1991) أخصائية معالجة فيزيائية ألمانية، اخترعت طريقة إعادة التأهيل والمعالجة المعروفة بـ مقاربة بوباث عام 1948.
يعتقد مجتمع المعالجة الفيزيائية أنها المقاربة الأكثر اتباعًا في علاج المرضى المصابين بأذيات عصبية في العالم الغربي.

## حياتها
ولدت بيرتا أوتيلي بيوس في برلين حيث عملت مع لاعبي الجمباز. كان كيرت روهيل زوجها الأول. بعد ولادة ابنها وطلاقها غادرت ألمانيا عام 1938. التقت ثانيةً بأخصائي علاج فيزيائي تشيكي يدعى كاريل بوباث الذي تعرفت عليه سابقًا في برلين، كان كلاهما لاجئين يهوديين تزوجا عام 1941 فيما تبنى زوجها السابق ابنها.
حققت نجاحًا باكرًا في استعادة قدرات سيمون إلويس، والذي كان رسام لوحات شخصية بارعًا تعرض لسكتة دماغية شديدة. بمساعدة بوباث استطاع استعادة عافيته بشكل كافٍ تمكنه من إكمال عمله بالرسم. وصفت تقنية بوباث لأول مرة عام 1948، حصلت بوباث على مؤهلات رسمية في العلاج الفيزيائي عام 1950، افتتحت عيادتها عام 1951 مع زوجها كاريل كمستشار فخري.
أكملت عملها مع مرضى السكتات الدماغية ومع الأطفال المصابين بالشلل الدماغي في مركز يدعى المركز الغربي للشلل الدماغي. أجروا في العيادة دورات تدريبية للأطباء والمعالجين المؤهلين الذين يريدون تعلم المقاربة خاصتهم في إعادة التأهيل. طورت بوباث تقنيات ساعدت المرضى على اكتساب أو إعادة اكتساب إمكانياتهم بمساعدة زوجها الذي كان قادرًا على التفسير النظري لسبب نجاح طريقتها في العلاج. 
عام 1965 نشرت كتابًا بعنوان «رد فعل وضعي شاذ محدث بآفات الدماغ». عام 1975 تغير اسم العيادة إلى «عيادة بوباث» وانتقل مقرها إلى هامبستيد. حازت بيرتا على وسام استحقاق جمهورية ألمانيا الاتحادية عام 1976 كما منحت رتبة العضو في الإمبراطورية البريطانية عام 1978. منحتها جامعة بوسطن دكتوراه عام 1981 فكانت بذلك مع كاريل أول زوج يمنحون جائزة هاردينغ لأعمالهم في مساعدة الناس الذين يعانون من إعاقات.
توفيت بوباث في لندن في نفس يوم وفاة زوجها. كانا مريضين، وتعرضا لجرعة زائدة من الدواء. ابنهما بريت هو طالب حالي في العلاج الفيزيائي.

## إرثها
تابعت عيادة بوباث عملها وبقي اسم عائلة بوباث معروفًا، على سبيل المثال، قالت الجمعية القانونية للعلاج الفيزيائي عن مقاربة بوباث إنها «المقاربة الأكثر شهرة في علاج مرضى الأذيات العصبية في العالم الغربي». تقول إحدى وجهات النظر أنه قد لا تكون تقنيات بوباث أفضل من غيرها وكذلك ليست أسوأ منها. يعتقد النقاد أن المعالجين الفيزيائيين لا يعتمدون على تقنيات مبنية على مبادئ، فيما يعتقد آخرون أن مقاربة بوباث يجب أن تُطوّر فضلًا عن نبذها. 
بينما لم يكن كاريل وبيرتا وحيدين في هذا المسعى، إلا أن مقاربتهم كانت فعالة بشكل كبير في إدخال مفاهيم الحركة التطورية في معالجة الحالات المتنوعة، وفي تعليم هذه الحركة في مختلف المجالات. على سبيل المثال، أقحم بوني بينبريدج كوهين -راقص معاصر ومعالج ممتهن- مفاهيم ومقاربات بوباث في مجال الرقص المعاصر والعلاج بالرقص والحركة بينما يستمر هذا العمل في التطور. مثال آخر، غراي كوك، أخصائي في العلاج الفيزيائي والذي كان شخصية بارزة في التدريب الوظيفي، كان متأثرًا أيضًا بالمفاهيم البوباثية.